# Predești (okręg Dolj)
Predești – wieś w Rumunii, w okręgu Dolj, w gminie Predești. W 2011 roku liczyła 1900 mieszkańców.